# Junior Caminero
Junior Alberto Caminero (Santo Domingo, República Dominicana, 5 de julio de 2003), más conocido como Junior Caminero, es un jugador profesional dominicano de béisbol que se desempeña en la posición de tercera base en Tampa Bay Rays, equipo de las Grandes Ligas de Béisbol (MLB).

## Carrera
En 2023, Caminero hizo su debut en la MLB con el equipo Tampa Bay Rays, donde lleva jugando dos temporadas.
Campeón con los Leones del Escogido, equipo de la Liga Dominicana de Béisbol (LIDOM) temporada 2024/2025